# Years
"Years" is een nummer van de Zweedse diskjockey Alesso met Matthew Koma uit 2012. Het nummer heeft in 2012 meerdere weken in de Tipparade gestaan, maar heeft niet de Top 40 weten te bereiken. Het nummer werd op 24 maart 2012 door Alesso gedraaid op BBC Radio 1 in een wereldberoemde Essential Mix en eerder gebruikt door de Swedish House Mafia in de Essential Mix van de groep op 17 februari 2012.

## Hitnotering

### Tipparade
| Years in de Tipparade – binnen: 29-09-2012 | Years in de Tipparade – binnen: 29-09-2012 | Years in de Tipparade – binnen: 29-09-2012 | Years in de Tipparade – binnen: 29-09-2012 | Years in de Tipparade – binnen: 29-09-2012 | Years in de Tipparade – binnen: 29-09-2012 | Years in de Tipparade – binnen: 29-09-2012 | Years in de Tipparade – binnen: 29-09-2012 |
| Week                                       | 1                                          | 2                                          | 3                                          | 4                                          | 5                                          | 6                                          |                                            |
| ------------------------------------------ | ------------------------------------------ | ------------------------------------------ | ------------------------------------------ | ------------------------------------------ | ------------------------------------------ | ------------------------------------------ | ------------------------------------------ |
| Nummer                                     | 30                                         | 26                                         | 13                                         | 3                                          | 2                                          | 1                                          | uit                                        |

### Single Top 100
| Years in de Nederlandse Single Top 100 – binnen: 06-10-2012 | Years in de Nederlandse Single Top 100 – binnen: 06-10-2012 | Years in de Nederlandse Single Top 100 – binnen: 06-10-2012 | Years in de Nederlandse Single Top 100 – binnen: 06-10-2012 |
| Week                                                        | 1                                                           | 2                                                           |                                                             |
| ----------------------------------------------------------- | ----------------------------------------------------------- | ----------------------------------------------------------- | ----------------------------------------------------------- |
| Nummer                                                      | 100                                                         | 86                                                          | uit                                                         |